# François Mauriceau
François Mauriceau (París, 1637 - París, 17 de octubre de 1709) fue un obstetra francés.

## Biografía
Nació en París y se formó en obstetricia en el Hôtel-Dieu de París. Fue un obstetra destacado en la Europa del siglo XVII. En 1668 publicó Traité des Maladies des Femmes Grosses et Accouchées, un libro que ayudó a establecer la obstetricia como ciencia y fue traducido a varios idiomas. También se le conoce por el desarrollo de una maniobra clásica de parto de presentación de nalgas asistido (maniobra de Mauriceau-Levret). Describió lo que era el embarazo ectópico y, junto con la matrona alemana Justine Siegemund (1650-1705), se le atribuye la introducción de la práctica de perforar el saco amniótico para detener el sangrado en casos de placenta previa.

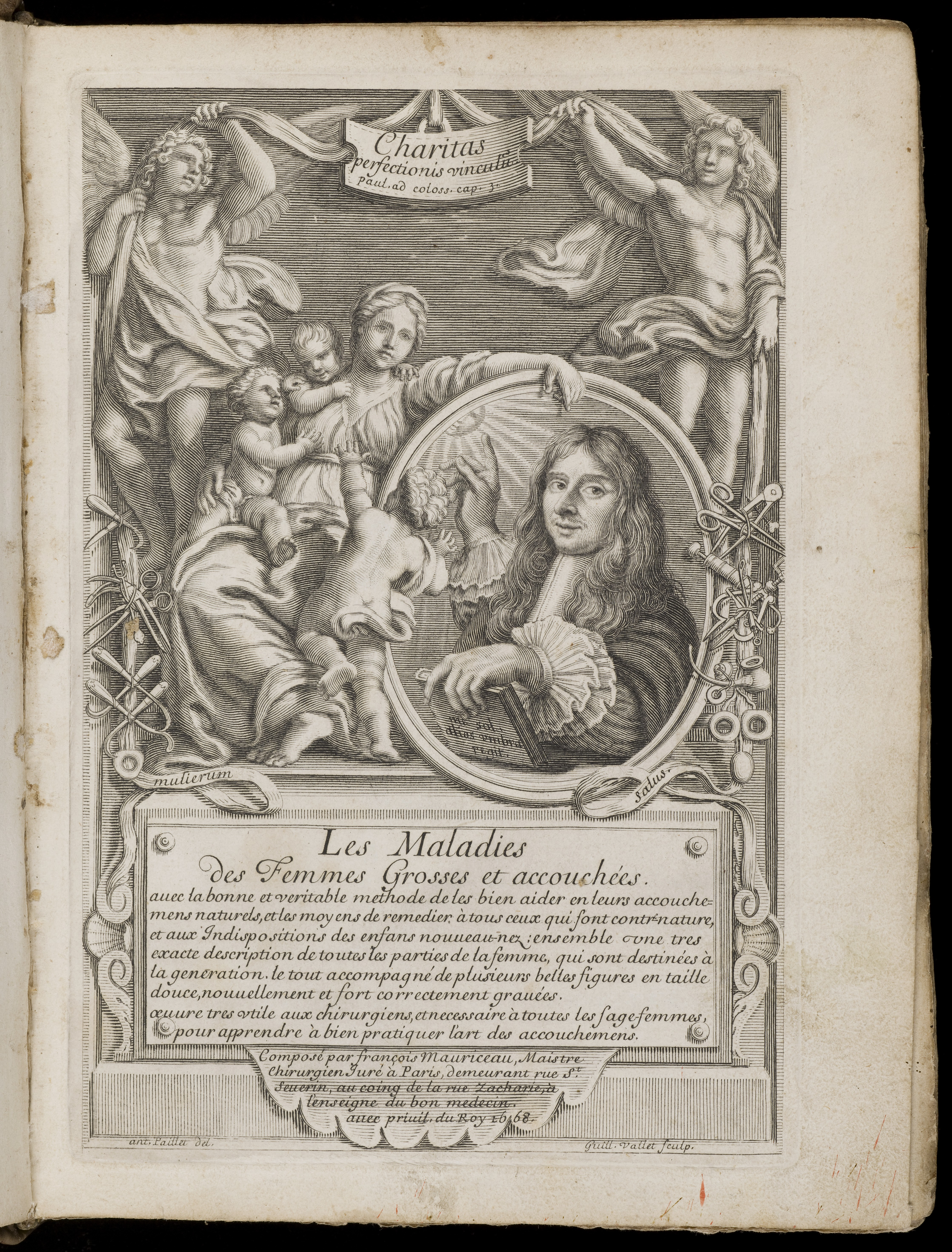
Les Maladies des Femmes Grosses et accouchées

En 1670 el obstetra inglés Hugh Chamberlen intentó venderle el secreto de unas pinzas obstétricas especializadas. Mauriceau se disgustó porque la familia Chamberlen mantuviera en secreto algo tan importante y les acusó de estafadores. Mauriceau murió en París.

## Publicaciones
- Traité des maladies des femmes grosses, et de celles qui sont accouchées, enseignant la bonne & veritable methode pour bien aider les femmes en leurs accouchemens naturels, & les moyens de remedier à tous ceux qui sont contre nature, & aux indispositions des enfans nouveau-nés. Avec une description tres-exacte de toutes les parties de la femme qui servent à la generation; le tout accompagné de plusieurs figures convenables au sujet, Paris, M. David l'aîné, 1712. La primera edición de la obra fue en 1668, bajo el título Des maladies des femmes grosses et accouchées.
- Observations sur la grossesse et l'accouchement des femmes, et sur leurs maladies & celles des enfans nouveau-nez, París, Anisson, 1694.[6]